# Delson
Delson är en stad (kommun av typen ville) i provinsen Québec i Kanada.   Den ligger i regionen Montérégie i den södra delen av provinsen.
Stadens namn kommer från Delaware and Hudson Railway som passerar genom kommunen. Kommunen bildades 1918 och ändrade kommuntyp från village till ville 1957.